# Диоцез Азия
Диоцез Азия (на латински: Dioecesis Asiana, на гръцки: Διοίκησις Ασίας/Ασιανής) е административна епархия на късната Римска империя, включваща провинциите на географските области Западна Мала Азия и островите в източната част на Егейско море. Епархията е създадена след реформите на Диоклециан и е подчинена на Преторианска префектура на Изтока. Това статукво е отменено в хода на административната реформа на Юстиниан I през 535. Столица е Ефес, а в Кизик функционира монетосечене. Други богати градове са Пергам, Милет, Мира и Родос.
Населен от дълбока древност, при Хетската империя и елинистичния период, по време на съществуването си като римски диоцез, Азия е един от най-гъсто населените и богати диоцези на Империята. В него влизат единадесет римски провинции: Азия, Хелеспонт, Памфилия, Кария, Лидия, Ликия, Ликаония, Писидия, Фригия Пакациана, Фригия Салутарис и Инсуле.

## Списък на известни управители (Vicarii Asiae)
Ролята на наместника-управител на диоцеза се ограничава в надзор на икономиката, транспорта и правосъдието в диоцеза.
 Флавий Aблабий (324-326) 

  Тертулиан (330)

  Веронициан (334-335) 

  Скилаций (343)

  Анатолий (352)

  Араксий (353-354)

  Герман (360)

  Италициан (361)

  Кесар (362-363)

  Клеарх (363-366)